# Tomiolloïta
La tomiolloïta és un mineral de la classe dels òxids. Rep el nom del terme nàhuatl per "borrós" (tomiollo).

## Característiques
La tomiolloïta és un òxid de fórmula química Al₁₂(Te4+O₃)₅[(SO₃)0.5(SO₄)0.5](OH)24. Va ser aprovada com a espècie vàlida per l'Associació Mineralògica Internacional l'any 2021, sent publicada en el mes de desembre de 2022. Cristal·litza en el sistema hexagonal. La seva duresa a l'escala de Mohs és 3.
L'exemplar que va servir per a determinar l'espècie, el que es coneix com a material tipus, es troba conservat a les col·leccions mineralògiques del Museu Victoria, a Melbourne (Austràlia), amb el número de registre: m55489.

## Formació i jaciments
Va ser descoberta a la mina Moctezuma, situada a la localitat homònima del municipi de Moctezuma (Sonora, Mèxic), l'únic indret de tot el planeta on ha estat descrita aquesta espècie mineral.